# جاستن ك. مورغان
جاستن ك. مورغان (بالإنجليزية: Justin Colfax Morgan)‏ هو قاضي ومحامي وسياسي أمريكي، ولد في 8 يوليو 1900، وتوفي في 24 مايو 1959. نشط حزبياً في الحزب الجمهوري. وقد انتخب عضو جمعية ولاية نيويورك.